# ビルマでの降伏日本軍人の抑留

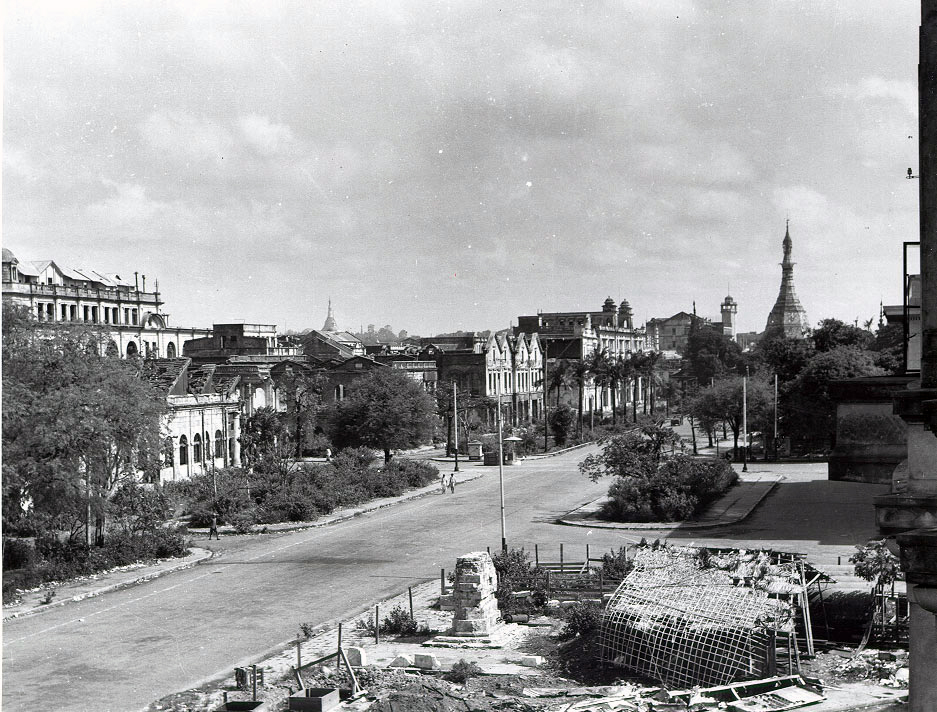
終戦直後のラングーン

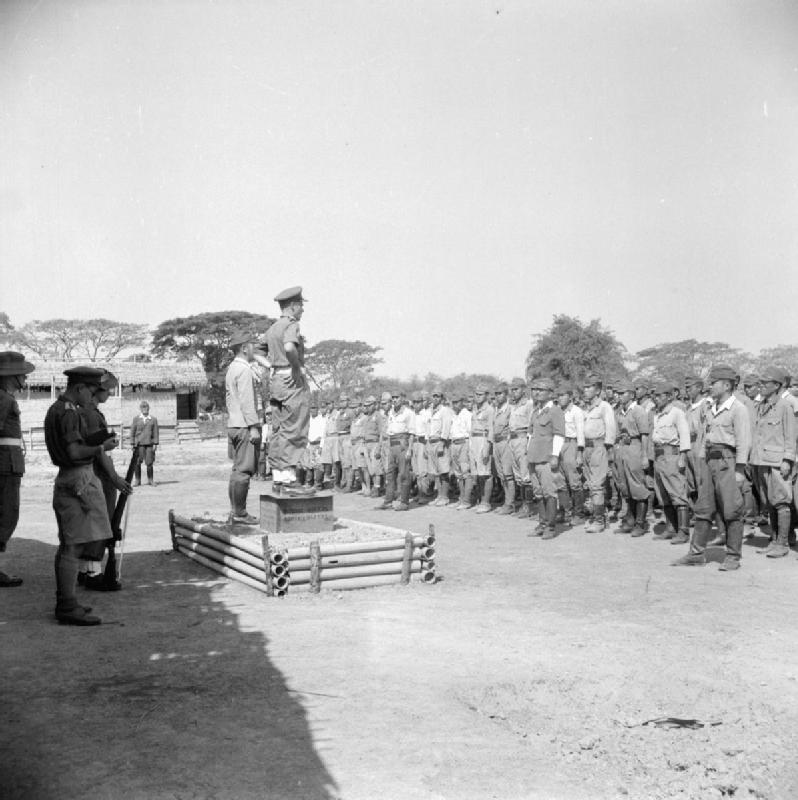
捕虜収容所の日本兵たち

ビルマでの降伏日本軍人の抑留（ビルマでのこうふくにほんぐんじんのよくりゅう）とは、ビルマ（現ミャンマー）のラングーン（現ヤンゴン）に第二次世界大戦（大東亜戦争）終了後に、主に英国軍などの東南アジア連合国軍が降伏した日本軍人に行った“非人道的行為”（あるいは報復行為）について述べたものである。
戦後、英国軍主体の東南アジア連合国軍 (SEAC:South East Asia Command) の命令によって、“作業隊”とされた日本兵は速やかな復員（帰還）ができず、ビルマ各地の収容所において、「降伏日本軍人」(JSP:Japanese Surrendered Personnel) などとして取り扱われ、兵士は飢えと強制労働などで過酷な条件で抑留された。
ビルマで降伏した日本兵が辛酸を舐めたことは、歴史学者の会田雄次が1963年に『アーロン収容所』を著して紹介し、英国軍主体の連合国軍の、日本人への報復や人種差別が原因の捕虜虐待の歴史が21世紀になっても言及される。

## 拘束
降伏した日本兵は武装解除後に、収容所（キャンプ、JSPキャンプ）に入れられた。
敗戦により囚われの身（捕虜）となった日本兵が大多数であるため、その扱いは国際法やジュネーブ条約による戦争捕虜の待遇にはせず、「降伏日本軍人」(JSP) という枠を設け、国際法に抵触しないとされる程度の取り扱いが行われ、それでも多くの日本兵が一年以内に帰国（帰還）できたところ、さらに英国軍主体の東南アジア連合国軍 (SEAC) は日本兵から「作業隊」を選び、帰国を遅らせた。
ビルマでは1946年11月までの死者1,624人のうち、52%が労務に起因すると言われ、労務に関連したこの死者の多さは異常であるとする指摘もある。
兵士の労役の賃金は、連合国（英国）からは支払われず、日本政府の負担となった。

拘束された日本兵
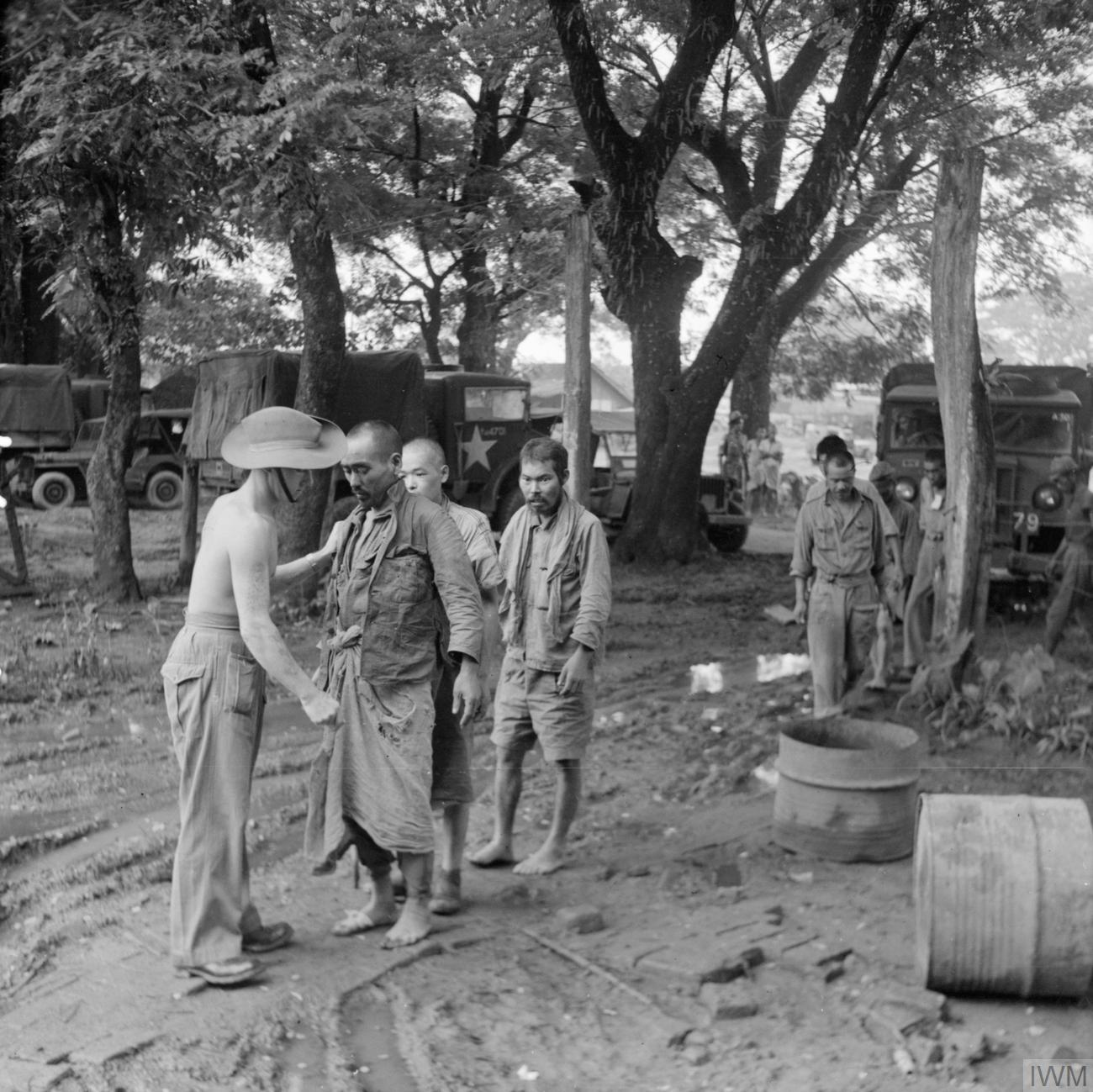
捕虜となった日本兵を身体検査する英国兵 (1945-7-30)
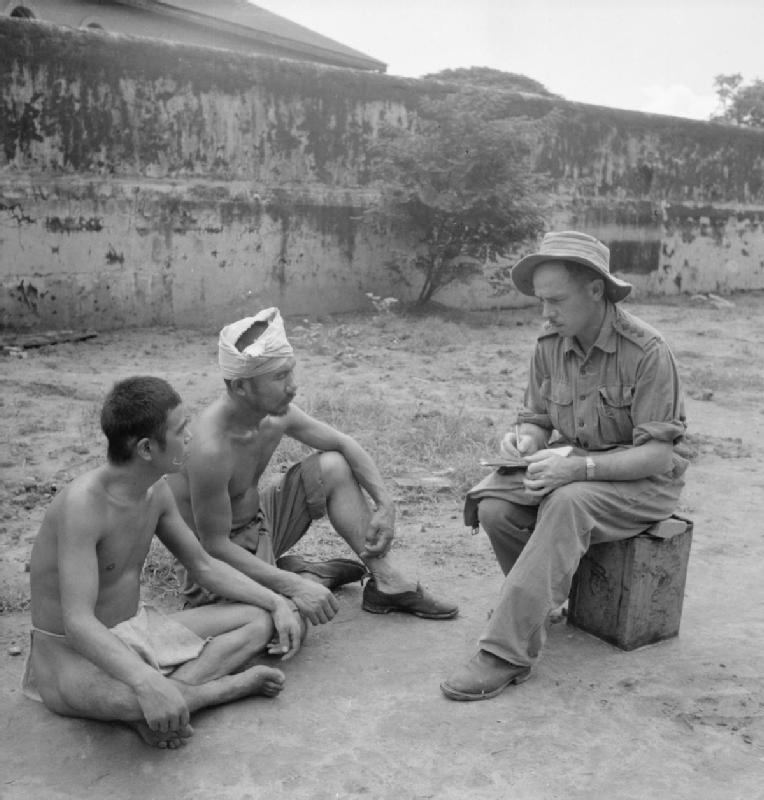
捕虜となった日本兵を尋問する英国兵 (1945-8-8)
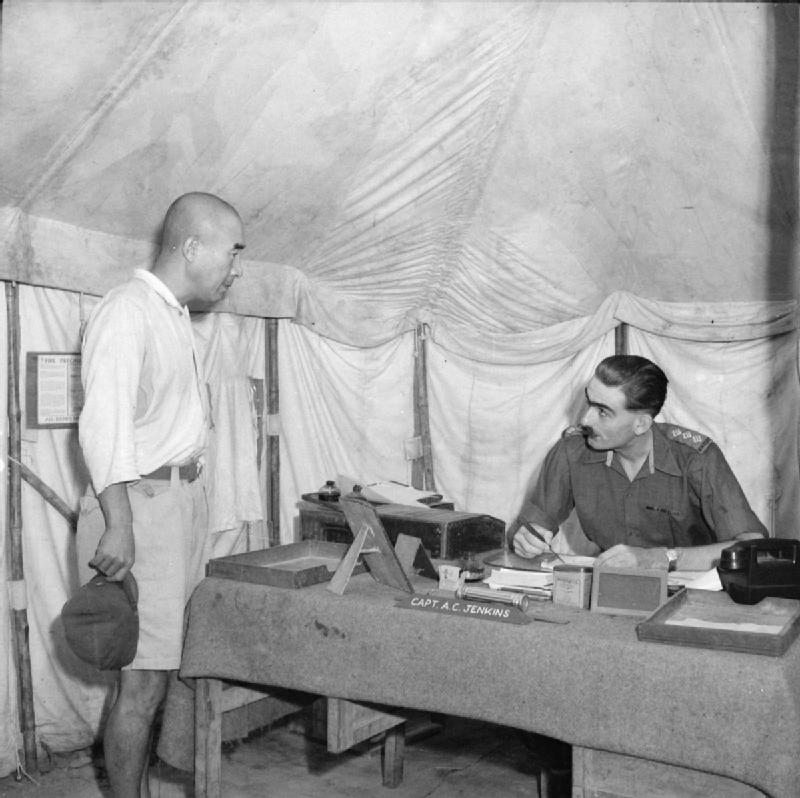
英国軍の士官と対面する日本軍の士官

## 収容所

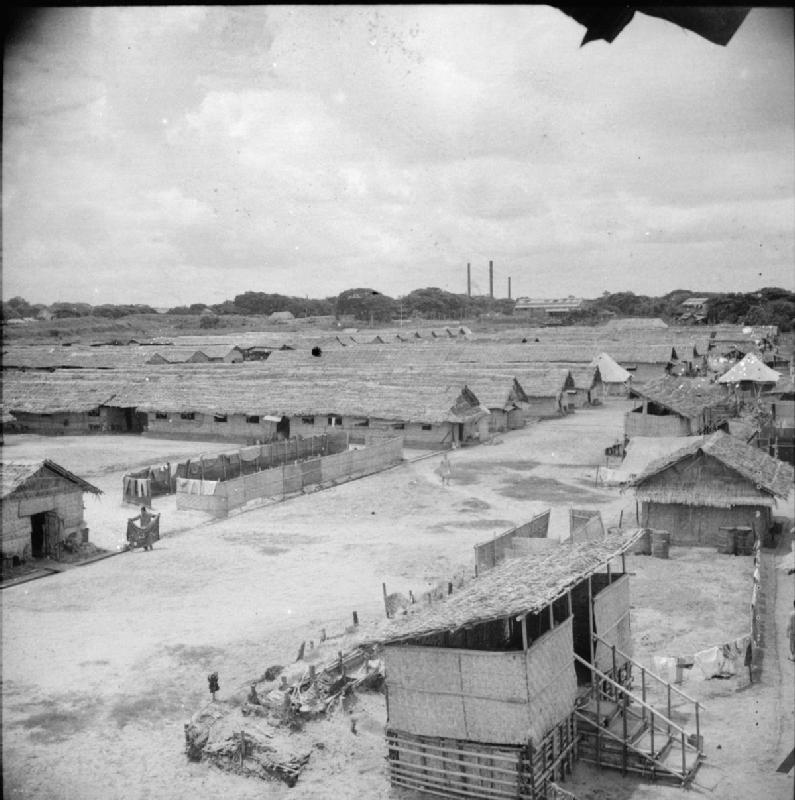
収容所の様子（アーロン収容所）

収容所の中でも、アーロン収容所とコカイン収容所は、会田雄次（京都大学名誉教授）が抑留され、後に『アーロン収容所』として著されたため、知られている。
アーロン収容所はラングーンの塵埃糞尿集積所と道一つ挟んだ場所に設けられ、そこで発生するすさまじい悪臭と蝿が襲ってくる場所であり、コカイン収容所は家畜放牧場に接し、集中的な放尿所のそばであり、「他に空地は無限なほど多かったのに、どうしてこういう場所を収容所として選んだのか」と、会田がいぶかしがって書き残している。
ここでの経験を会田は、日本が手本とした英国のヒューマニズムは英国には無かったとする主旨を『アーロン収容所』で著し、「すくなくとも私は、英軍さらには英国というものに対する燃えるような激しい反感と憎悪を抱いて帰ってきた」、或いは「イギリス人を全部この地上から消してしまったら、世界中がどんなにすっきりするだろう」、「（もう一度戦争した場合、相手がイギリス人なら）女でも子どもでも、赤ん坊でも、哀願しようが、泣こうが、一寸きざみ五分きざみ切りきざんでやる」とまで書き著した。

### アーロン収容所
アーロン収容所（英語：Ahlone concentration camp, Aron PoW camp, Aaron Campなど）は、第二次世界大戦、ラングーンに存在した主に英国軍が管理する日本人捕虜収容所又は強制収容所である。正式名称は「ビルマ･ラングーン地区アーロン日本降伏軍人収容所」。イラワジ河岸にあった。
降伏日本軍人（被武装解除軍人）に対する扱いが苛烈であったとされる。

### コカイン収容所
コカイン収容所は、ヴィクトリア湖（インヤー湖）という人造湖畔にあった。北側はうっそうたるゴム林になっていた。家畜放牧場に接し、とくに集中的な放尿所であった上に、湖畔の木立には黒い大きな蟻が多く、噛まれると大変なことになり、悩まされたという。

## 宿舎
宿舎とは名ばかりで、竹の柱に竹の屋根、上に携帯天幕を張り、土間には枯草を敷きつめ、携帯天幕を敷いている、雨露を凌げるだけの簡素な小屋である。
別の表現では、ニッパ椰子の葉の屋根にアンペラで囲いをした急造の仮小屋には床は無く、日本兵が携帯していた天幕を直接地面に敷いたという。床は他にドンゴロス（麻袋）があればそれを敷き、何もない場合は枯葉、枯草を敷いた。小屋の中央に1m程度の通路を設け、その両側に目刺のように雑魚寝した。こういう住居が幾棟も建てられた。後に日本兵は作業所から板や木材等を貰いうけ、土間の生活から床上げして板敷きにするなど、自力で改良した。
場合によっては柵が無い収容所もあったが、多くは鉄条網で囲われていた。
収容所の中には、蠍（サソリ）など害虫・毒虫に悩まされた場所もあった。
12月下旬から3月下旬ぐらいまでは日中の気温は30度を超すも、夜半になると気温はぐんぐん下がり、夏の衣服では寒くて眠れず、交替で不寝番を立て焚火を焚き、暖をとっていた収容所もあった。
病院もきちんとした建物が無い場合は、患者だけがいる仮小屋でしかなかった。

捕虜などの管理
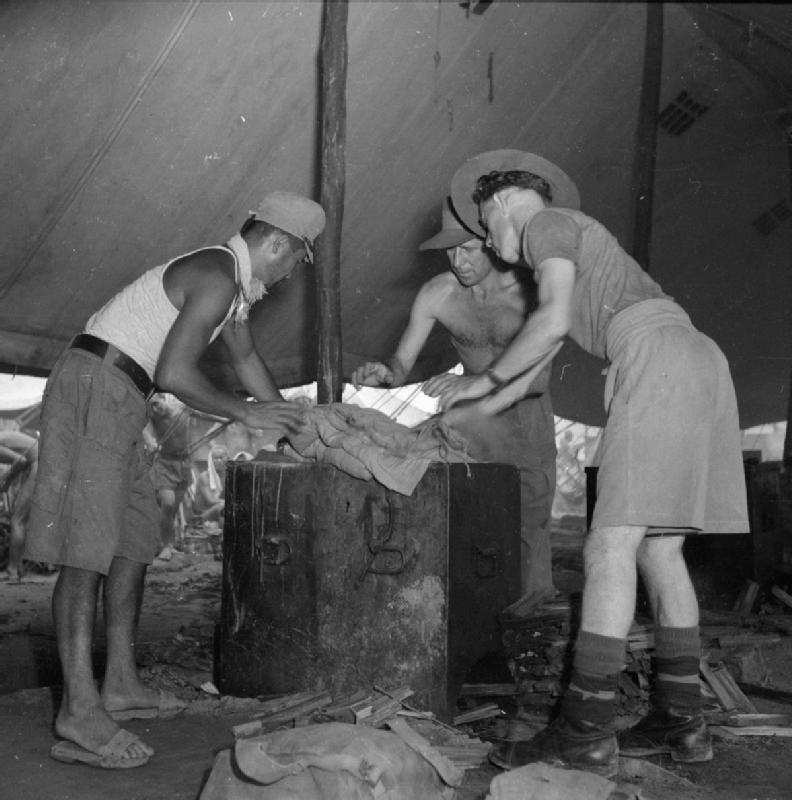
衣服の消毒（シラミ対策）
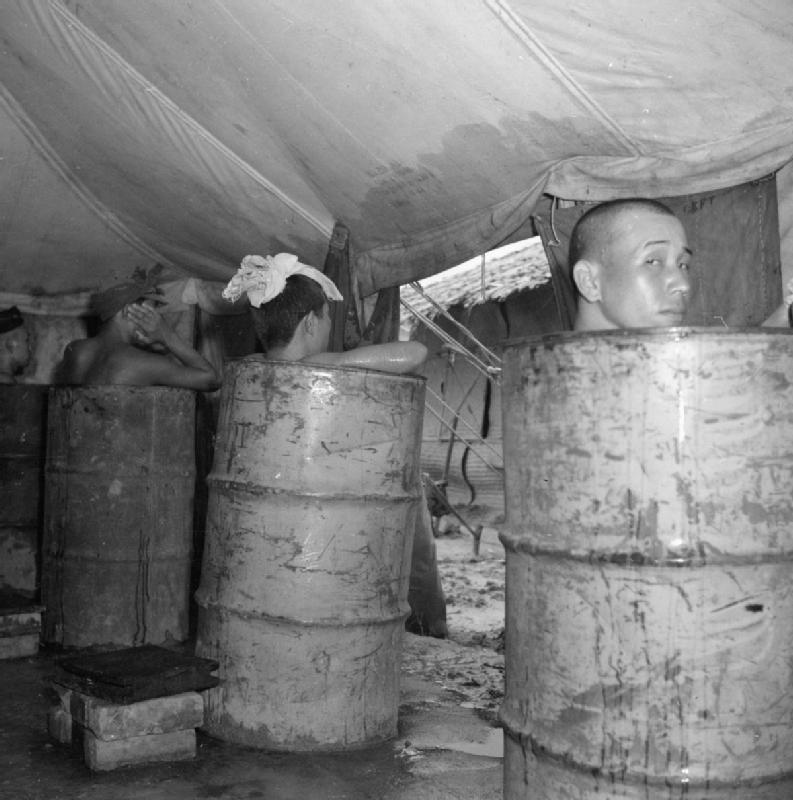
消毒液浴（シラミ対策）
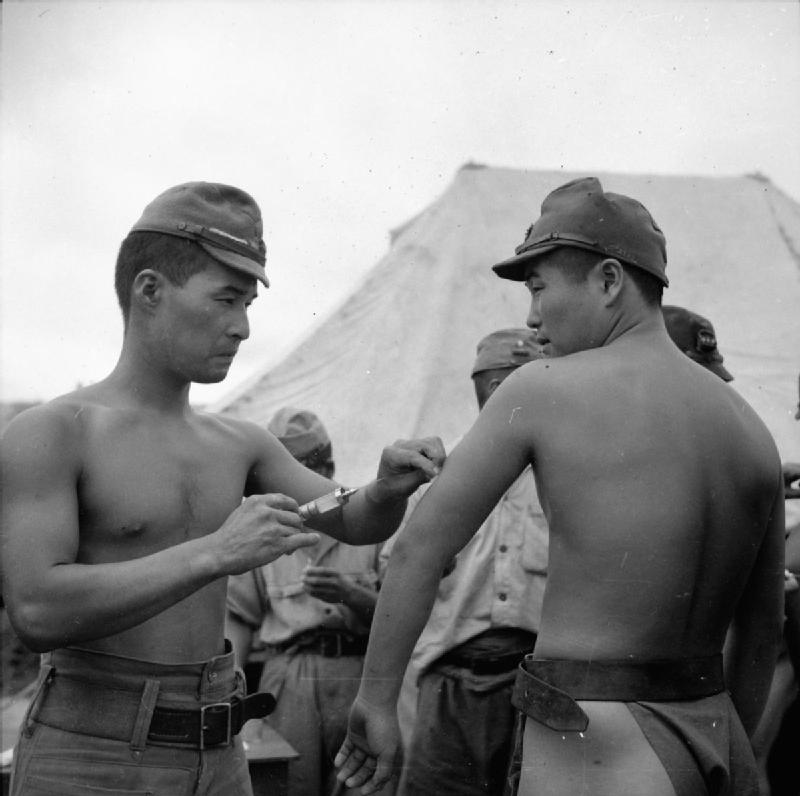
予防接種

## 待遇

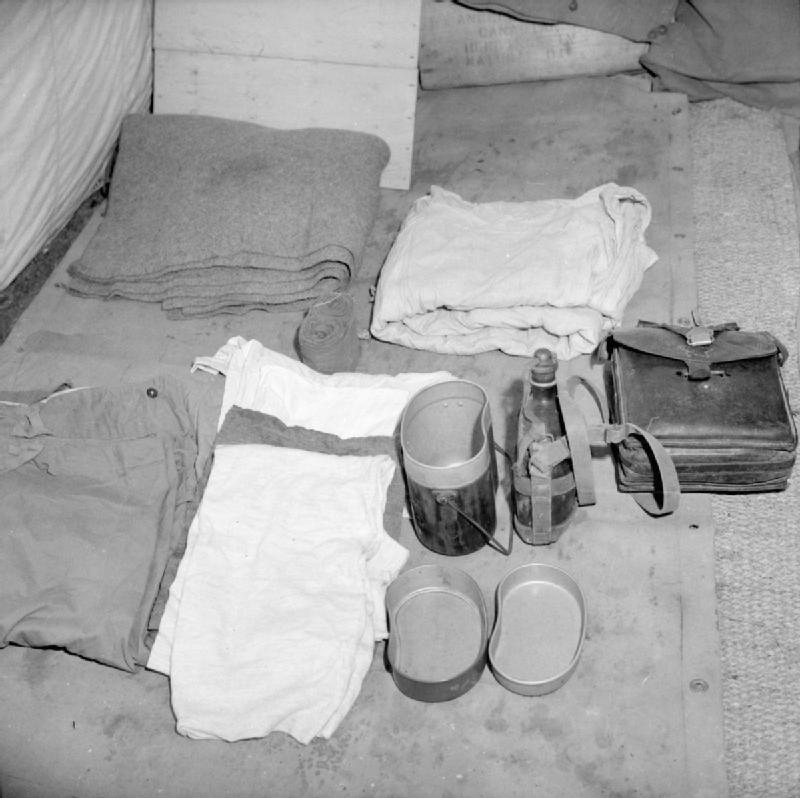
日本兵の持ち物。

糧秣の量は、収容当初、主食として米5オンス/日、アッタ粉5オンス/日の計10オンス（約 283.5 グラム）であり、ある兵士は「1日3食顔が映る様なシャブシャブな雑炊がやっとで、常にひもじい思いばかりしていた」と回想している。現物支給された食料を各自で調理し、後に、捕虜から炊事係が選ばれ調理した。食糧の量は後に16-18オンス程度に段々と増加したが、英軍との交渉に長期間かかった。時間が経ってから、コンビーフなどが出されたが、1缶を7人で分けるような少量の分配だった。場合によっては、敵国の残飯を仲間と奪い合って食べた場合もあれば、ヤシの木の芯、バナナの幹、現地の芋や、木の実、ヘビ、トカゲなど“あらゆる生き物”を食糧とせざるを得ない兵士もいた。

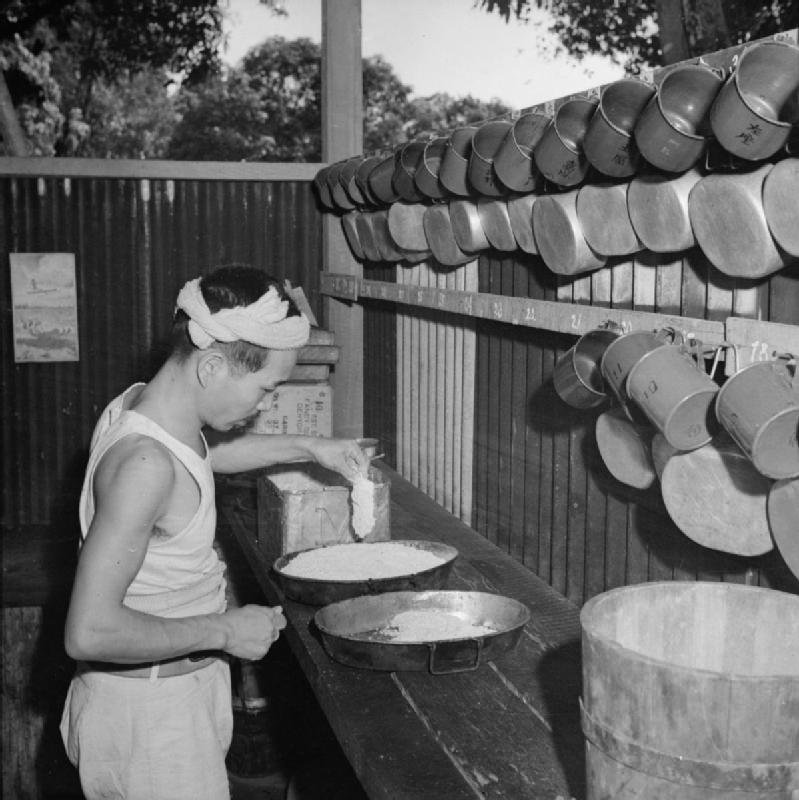
鼠を調理する兵士

ある道路工事のための収容所では、「食事は一日に二食、雑炊を飯盒半分ぐらいで朝・昼食を11時頃炊事兵が作業現場へ運んでくる。夕食は飯か粥で日によって異なる。副食は主に乾燥野菜の少し入った味噌汁か塩汁ぐらい。野生のパパイアの木の芯、バナナの木の根等、食える物は何でも食い空腹を補う。」という毎日が1946年4月まで続いたという。
マラリアが流行する地域であるが蚊帳が無いため、昼夜問わず、日本兵捕虜は蚊に刺されどおしだったが、終戦後一年近く経過してから、蚊帳が支給された収容所もあった。
また、収容所にアメーバ赤痢が流行しても、その特効薬エメチンが手に入らず、高値で闇取引がなされるほどだった。
糧秣に野菜が無いか、乏しいため、多くが便秘に悩んだり、栄養失調になる者もいたという。
毛布の無い場合や、戦闘帽や着替えや靴が無い場合もあった。ドンゴロス（麻袋）で現地人同様の半ズボン（腰蓑）を作った者もいた。服や靴が支給されても連合国軍の中古品でサイズが合わない場合もあった。服には背中にP・O・Wと、大きなスタンプが押してあったという。

## 強制労働
酷暑の地ビルマで裸同然の姿で、毎日毎日、強制労働（労役・労苦）の作業が行われたという。作業は炎天下であっても行われた。昼休み以外は休憩は無かった。
ジャングルを切り裂いての道路新設などを重機無しの"人海戦術"でやらされることもあった。ショベル、十字鍬など工具も満足に無い場合もあったし、靴の無い者も強制労働をやらされた。以下は体験談である。
強制労働の作業の種類は、タンピザヤからイエ（イェー）間の自動車道路などの道路工事をはじめ、鉄道工事や建設工事、防空陣地の破壊などの土木作業や、連合国軍の食糧倉庫に使われた元競馬場では、小麦粉や飼料の入った100キログラムほどの麻袋を担いで、競馬場のスタンドの階段を上り下がりして人足をさせたり、炎天下に駅で貨物の上げ下ろしや空港で荷物の積み下ろし及び埠頭の荷役（現地人の苦力のもう一級下の取り扱い）、重量機運搬や海上沖合に投棄する日本軍の弾薬運搬、炎天下での造船所での労役やトラックに鉄材を積む労役、遺体の発掘、乃至、墓地に仮埋葬（棺桶に土葬）された腐乱死体の移動や整理、汚物処理や糞尿処理などの作業を行わされる日本兵が多く、重労働や、現代でいう「3K」に該当するものが多かった。
糞尿処理の作業は嫌がられたが、さらに、腐乱死体の移動には屈辱感を感じる兵士もいたし、気持ち悪さに夕食がのどを通らない兵士もいた。
強制労働は現場監督や将校の人柄によるところが多く、一旦その日の作業終了を告げながら、再び働かせたり、日曜日も働かされることがあった。工場労働など民間の手伝いもあった。
また、日本兵は勤勉であったため作業が早く片付いてしまい、後に連合国軍側に作業割り当てを増やされる場合もあった。
特に最初の1年は、飢餓・栄養失調も相まって、過酷な扱いを受けたという帰還者もいる。
また、強制労働を「キンヌキ」（去勢）と感じ逃げだす兵が相次ぎ、日常的に歩哨が逃亡したという。

強制労働
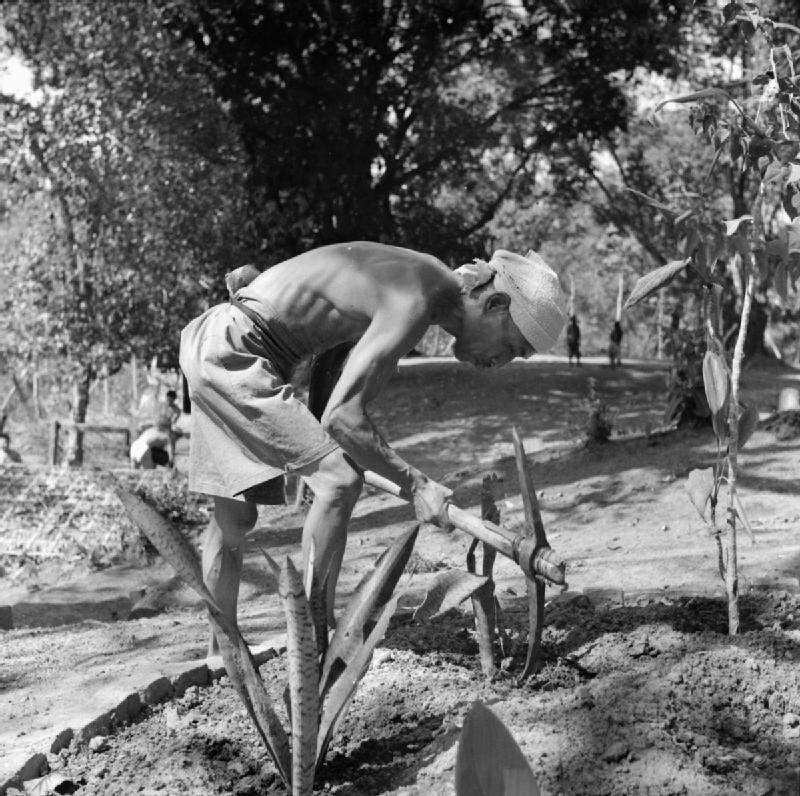
造園作業
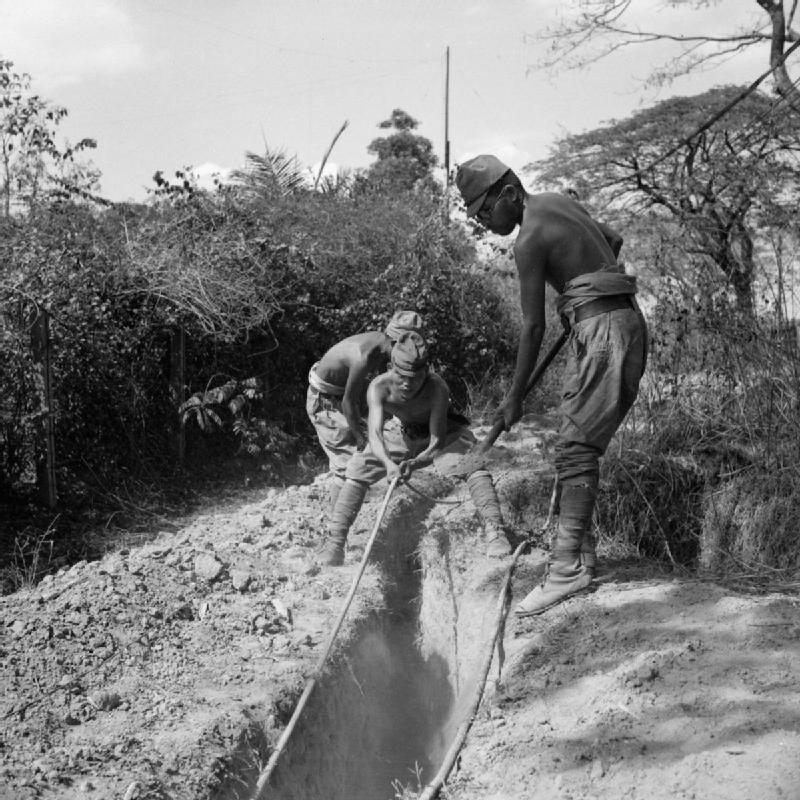
ケーブル敷設作業
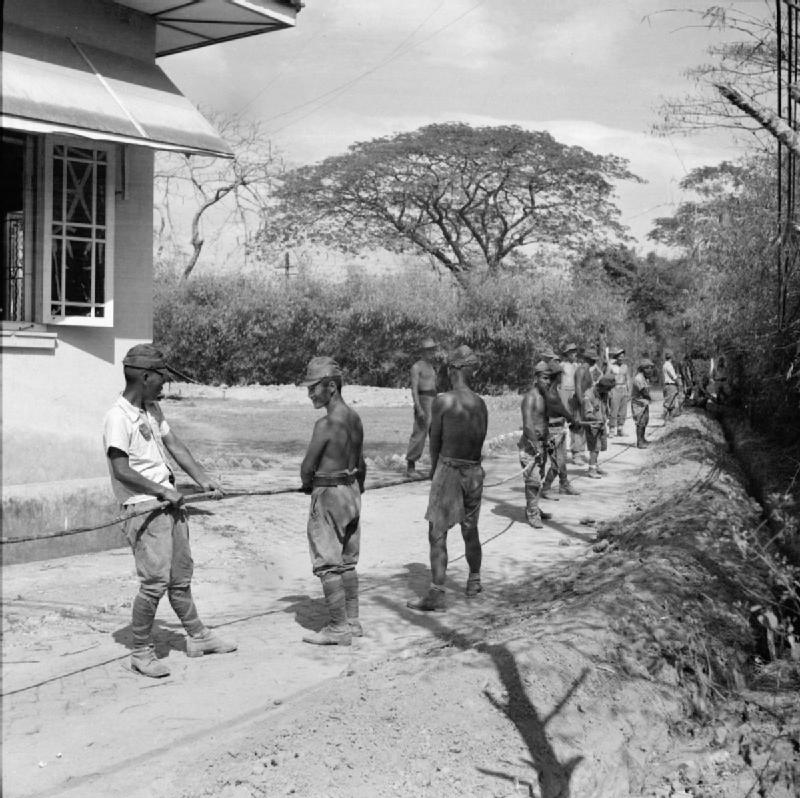
ケーブル埋設作業

## 人種差別

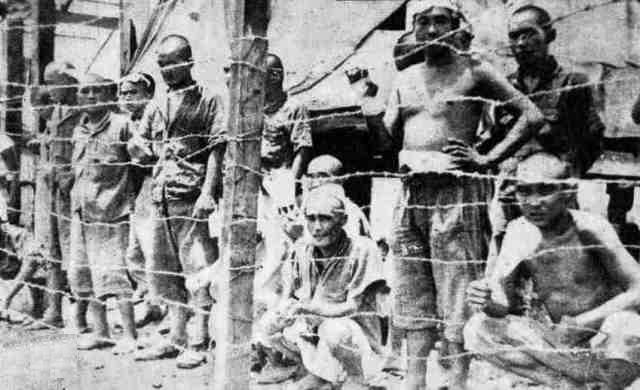
ビルマ戦線の捕虜収容所

当時の英国軍（イギリス人）の少なからずの者が、日本人やアジア人を人とは思わず、人種差別的な言動を行った。
「私たちの食事に供された米はビルマの下等米であった。砕米（くだけまい）で、しかもひどく臭い米であった。飢えている間はそれでよかったが、ちょっと腹がふくれてくると、食べられたものではない。その上ある時期はやたら砂が多く、三割ぐらいは泥と砂のある場合もあった。私たちは歯は壊すし、下痢はするし散々な目に会い、とうとう日本軍司令部に英軍へ抗議してくれと申し込んだ。その結果を聞きに行った小隊長は、やがてカンカンになって帰ってきた。英軍の返答は、「日本軍に支給している米は、当ビルマにおいて、家畜用飼料として使用し、なんら害なきもの」というものであった。それも嫌がらせの答えではない。英軍の担当者は真面目に不審そうに、そして真剣にこう答えたそうである」。
会田が女性兵舎を掃除しに行ったエピソードは、後に家畜扱いされていることを憤慨している。

## 虐殺・虐待
連合国軍は秩序の維持の為と称して、暴力・体罰を用いたり、銃殺の厳罰を用いた。窃盗などの軽い犯罪であっても処刑されたり、泥棒は射殺されたりする場合があった。
連合国軍兵士は日本兵をいびることもあり、日本兵に四つん這いになることを命じ一時間も足かけ台にしたり、トイレで四つん這いにさせてその顔めがけて小便をしたり、タバコの火を日本兵の顔で消したり、兵の顔を蹴ったりもした。
また、現代では『戦場にかける橋』などで知られる泰緬鉄道（たいめんてつどう）を敷設した「鉄道隊」に対する英国軍の報復が伝聞されている。「英軍はひどいことをします。」と会田に語られた話は次の様な話である。
「イラワジ河の中洲には毛ガニがいるが、カニを生で食べるとアメーバ赤痢にかかる。その中洲に戦犯部隊とみなされた鉄道隊の関係者百何十人かが置き去りにされた。英国軍は、降伏した日本兵に満足な食事を与えず、飢えに苦しませた上で、予め川のカニには病原菌がいるため生食不可の命令を出しておいた。英国人の説明では、あの戦犯らは裁判を待っており、狂暴で逃走や反乱の危険があるため、（逃げられない）中洲に収容したと言う。その日本兵らの容疑は、泰緬国境で英国人捕虜を虐待して大勢を殺したというものだが、本当なのかはわからない。その中洲は潮が満ちれば水没する場所で、薪は手に入らず、飢えたら生ものを食べるしかない。そして飢えた日本兵は生でカニを食べた。やがて赤痢になり、血便を出し血へどを吐いて死んでいった。英国軍の監視は、毎日、日本兵が死に絶えるまで、岸から双眼鏡で観測した。全部死んだのを見届けると、「日本兵は衛生観念不足で、自制心も乏しく、英軍のたび重なる警告にもかかわらず、生ガニを捕食し、疫病にかかって全滅した。まことに遺憾である」と上司に報告した」、と。会田にこのことを伝えた人物は「何もかも英軍の計画どおりにいったというわけですね」と締めくくった。

## 戦犯容疑者の取り扱い

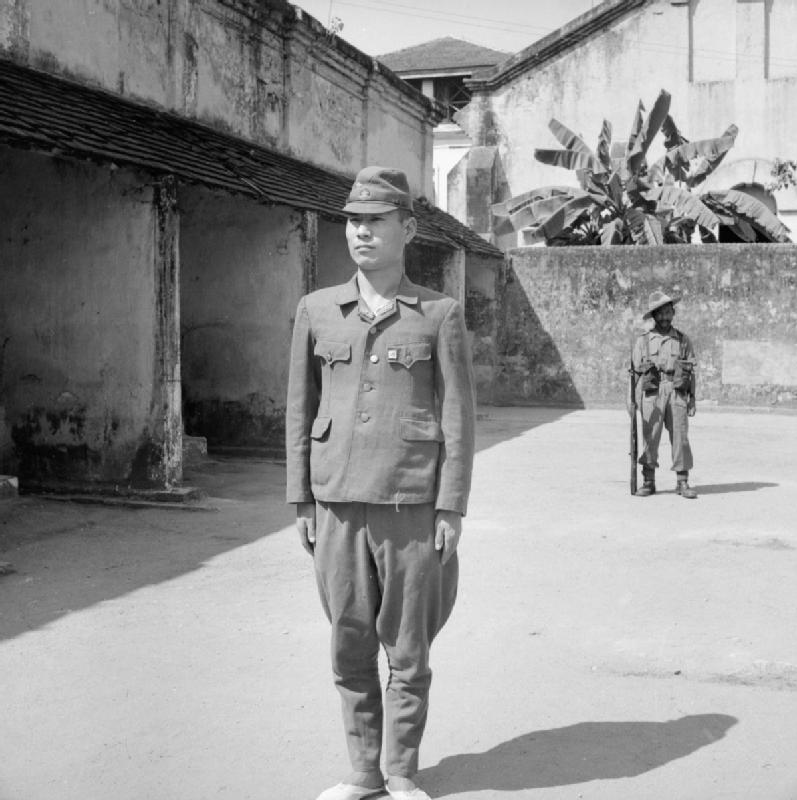
カラゴン事件によりビルマでの戦犯1号となった市川清義少佐

戦犯の疑いを受けた日本兵は、獄中で極端な食糧制限を受け、餓死寸前に追い込まれ、脱獄、発狂、自殺が起き、英軍は日本兵の目の前で、戦犯となった日本兵の銃殺刑を執行したこともあったという。
戦犯容疑者に支給される糧秣は、「生命を保つに必要最小限度の量」だったという。監獄（留置所）では飢餓で軍規が乱れ、ドブネズミまで日本兵の間で争奪戦となった。
戦後半年以上経ってから、ある監獄では食料が1日10オンスに制限されたこともある。また、戦犯容疑者の監獄では自殺を防ぐという名目で蚊帳を取り上げられたりした。
最後まで帰国が遅らされたのは、戦犯残留者（戦犯容疑者と取り調べの対象となる関係者など）であり、監禁される容疑者以外は重労働が続いた。

## 他人種の兵
武装解除後の所持品検査では、インド兵が検査をすると金目の物を全て奪う者があった。
ただ、兵士と住民の物々交換を黙認するインド兵の監視もいたり、警戒兵が親日家のインド人の場合は収容所生活でも検査も懲罰も無い場合もあった。
グルカ兵が監視すると、生真面目な彼等は日本人の性格を解らないせいもあるが、時には本気になって剣の着いた銃を日本兵に突きつけた。

## 現地人との交流
戦争終結後の日本兵と現地人には交流があった。日本兵が収容所から逃げ出しても、現地人に匿ってもらえたケースもある。
- 収容所に、物々交換や行商に来る現地人（ビルマ人・華僑[29]など）が複数おり、飢えた日本兵の暮らしの向上に役に立った[21]。しかし、収容所によっては「外部の連絡は銃殺」の命令が出される場所もあったし[29]、物々交換を咎められた日本兵は連合国軍の歩哨に銃で殴られることもあった[1]。
- 作業に駆り出された日本兵や、輸送中に休憩している日本兵は、集落の村人から、煙草や果物、握り飯の差し入れや施しを受けることがあった[22]。
- どこの作業に行っても、休んでいるとビルマ人がやって来て話しかけてきたという[1]。
- 収容所から逃げ出した日本兵を匿う農家や有力者[1]があり、ある寺院は年単位で匿った[39]。
- 現地人の中には日本軍が嫌いな人もいたが、逆に（英国を倒したことでか）尊敬されたり、親近感を持つ人も少なからずいた[22]。
- 様々な事情で収容所から離脱したり、捕虜になることを拒否した残留日本兵が存在し、そのままビルマ国籍となった者や、タイなどの近隣国に逃れることができた者もいる[40]。
- ビルマ人の中には英国兵や英国領インド兵への報復として、収容所を襲撃したが、その対策に日本兵捕虜が歩哨をさせられることもあった。また当時は、山中に隠れた日本軍残党が英軍輸送部隊を襲撃することがあり、英軍は、危害を恐れて常に日本兵捕虜を盾として伴う状態でもあった[41]。